# Terapus arizonensis
Terapus arizonensis är en skalbaggsart som beskrevs av Ross 1938. Terapus arizonensis ingår i släktet Terapus och familjen stumpbaggar. Inga underarter finns listade i Catalogue of Life.